# Achalinus spinalis
Achalinus spinalis är en ormart som beskrevs av Peters 1869. Achalinus spinalis ingår i släktet Achalinus och familjen snokar. IUCN kategoriserar arten globalt som livskraftig.
Arten förekommer med flera från varandra skilda populationer i östra Kina, norra Vietnam och i Japans södra del. Den når i bergstrakter 1230 meter över havet. Honor lägger ägg.

## Underarter
Arten delas in i följande underarter:
- A. s. spinalis
- A. s. werneri

## Bildgalleri

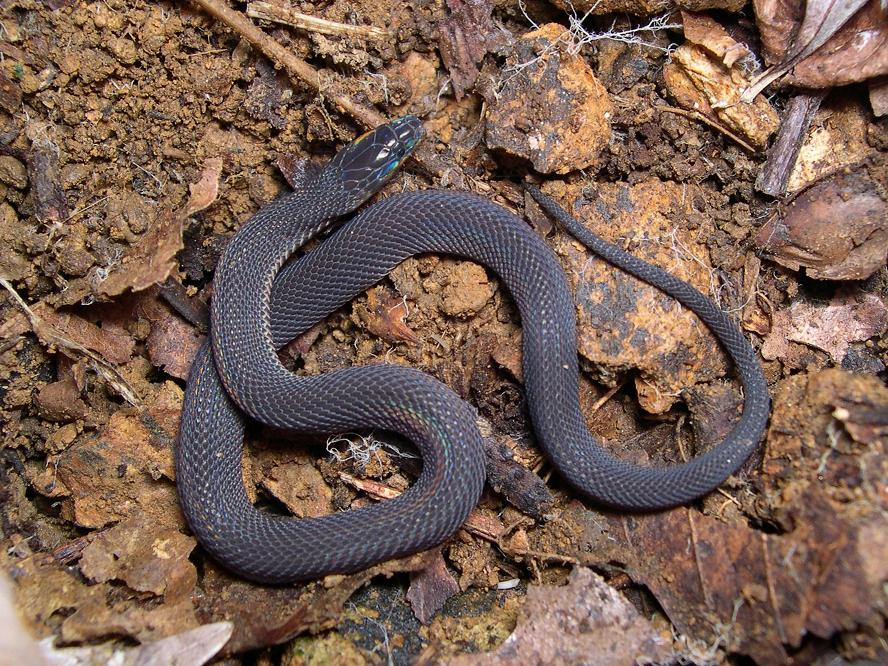
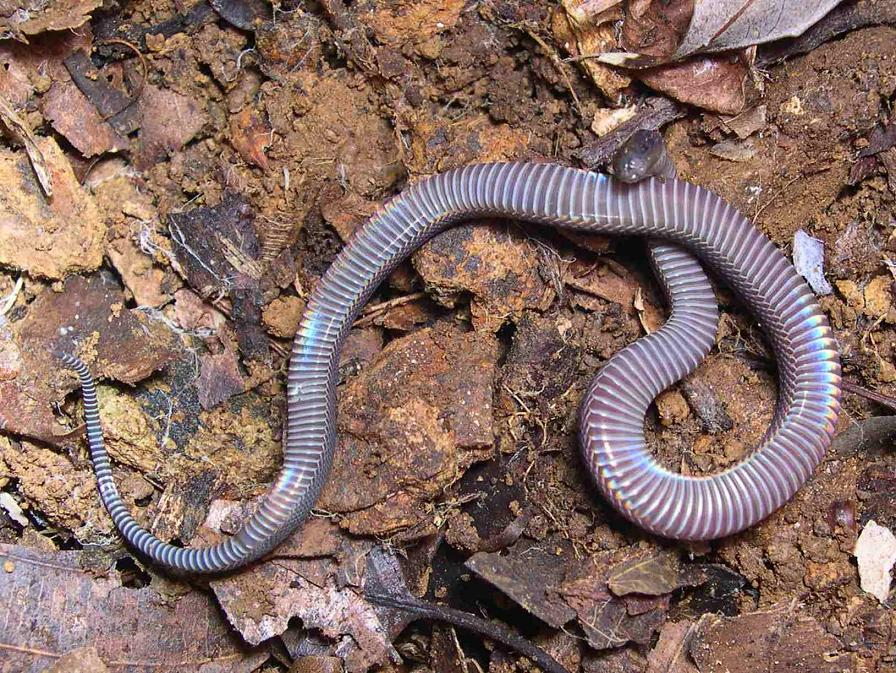